# 蘭道夫鎮區 (密蘇里州聖弗朗索瓦縣)
蘭道夫鎮區（英語：Randolph Township）是位於美國密蘇里州聖弗朗索瓦縣的一個行政鎮區。

## 地方資料
蘭道夫鎮區的面積為112.82平方千米，當中陸地面積為112.53平方千米，而水域面積為0.29平方千米。根據2020年美國人口普查的數據，當地共有人口9677人，而人口密度為每平方千米85.77人。